# Гелен Кларк
Гелен Елізабет Кларк (англ. Helen Elizabeth Clark; нар. 26 лютого 1950, Гамільтон, Нова Зеландія) — лідерка Лейбористської партії Нової Зеландії, Прем'єр-міністр Нової Зеландії з 5 грудня 1999 по 18 грудня 2008 року. З 2019 року є меценатом Фонду Гелен Кларк.

## Біографія
Народилася у родині фермера та вчительки. Вивчала політологію в університеті Окленда; у 1973–1981 роках викладала там же. Член Лейбористської партії з 1973. 1981 року вперше обрана до парламенту. У 1987–1989 працювала у лейбористських урядах Девіда Лонгі, Джеффрі Палмера та Майка Мура — спочатку міністром будівництва, потім — міністром охорони здоров'я та віце-прем'єром. Після поразки 1989 року на чергових парламентських виборах від Національної партії Лейбористська партія пішла в опозицію. З 1993 до 2008 роки Гелен Кларк — лідер Лейбористської партії.
1999 року Лейбористська партія сформувала коаліцію з партією Альянсу, і Гелен Кларк очолила уряд. Вона займає також пост міністра культури. Виступає за збереження без'ядерного статусу Нової Зеландії, вдосконалення системи соціального забезпечення.
2002 року коаліція розпалася, і відбулися нові вибори. Після них лейбористи увійшли до коаліції з Прогресивною партією та сформували уряд за підтримки партії Майбутнього та «зелених». 2003 року Кларк засудила вторгнення американських військ до Іраку. Того ж року вона заявила, що перетворення Нової Зеландії у республіку «неминуче» (останнім часом офіційно главою країни вважається королева Великої Британії, представлена генерал-губернатором).
17 вересня 2005 відбулися чергові вибори до парламенту. Цього разу лейбористи отримали 50 місць, проти 48 у Національної партії, у 121-місному парламенті.
Була керівником програми розвитку ООН з 2009 до 2017 року. 26 січня 2017 року Кларк оголосила, що не буде переобиратися на посаду Адміністратора ПРООН після завершення свого чотирирічного терміну. Вона сказала, що для неї було "честю і привілеєм" працювати на цій посаді. 19 квітня 2017 року вона залишила ПРООН.
9 липня 2020 року Всесвітня організація охорони здоров’я (ВООЗ) призначила Кларк співголовою комісії з організацією боротьби з пандемією COVID-19. Незалежна група з питань готовності та реагування на пандемію (IPPR) дослідила, як стався спалах і як можна запобігти майбутнім пандеміям. Вона виконувала цю роль разом із колишнім президентом Ліберії Елен Джонсон-Серліф. Призначення Кларк до цієї комісії викликало критику з боку виконавчого директора UN Watch Хіллеля Ноєра, який розкритикував її тісні зв'язки з пропекінським послом доброї волі ООН Джеймсом Чау та її попереднє схвалення рішення влади Куби для відправлення медичного персоналу за кордон. 11 листопада Ноєр закликав Кларк піти у відставку, стверджуючи, що її нібито фаворитизм щодо Китаю та ВООЗ вплине на розслідування того, як Китай впорається з пандемією COVID-19. Кларк відповіла, що у неї немає зв'язків з Китаєм.